# شبی باشکوه در زباله‌دان
شبی باشکوه در زباله‌دان نقاشی رنگ روغنی از گئورگ بازلیتس است که بین سال‌های ۱۹۶۲–۱۹۶۳ کشیده شد و اکنون در موزه لودویگ کلن آلمان نگهداری می‌شود.
نقاشی کوتوله‌ای ازریخت‌افتاده را با مدل موی هیتلری نشان می‌دهد در حالی که آلت بزرگ و شق‌شده‌اش را در دست گرفته و پشت سرش پیکری بر زمین افتاده‌است. رازآلودگی جنسی و کیفیت گروتسک‌وار و شوک‌آور اثر باعث برداشت‌های گوناگونی از انگیزه نقاش و ایدهٔ پشت نقاشی شده و برخی شخصیت به تصویرکشیده را یادآور نازی‌های جنگ دوم جهانی دانسته‌اند.
مدرسه هنر برلین-وایسنزه تابلو را به‌خاطر آنچه که «نپختگی هنری» تشخیص داده‌بود، دور انداخت، هرچند این اثر بعدها یکی از مشهورترین کارهای وی شد.